# All Mod Cons
All Mod Cons es el tercer álbum de estudio de la banda inglesa The Jam. Producido por Vic Coppersmith-Heaven y Chris Parry. Fue grabado en los meses de julio y agosto de 1978 y lanzado en noviembre del mismo año por el sello Polydor Records. 

## Listado de canciones
1. "All Mod Cons" (1:20)
2. "To Be Someone (Didn't We Have A Nice Time)" (2:32)
3. "Mr. Clean" (3:29)
4. "David Watts" (2:56)
5. "English Rose" (2:51)
6. "In The Crowd" (5:40)
7. "Billy Hunt" (3:01) -edición UK- / "The Butterfly Collector" (3:11) -edición US-
8. "It's Too Bad" (2:39)
9. "Fly" (3:22)
10. "The Place I Love" (2:54)
11. "A' Bomb In Wardour Street" (2:37)
12. "Down In The Tube Station At Midnight" (4:43)

## Personal
- Paul Weller - Guitarra y voz.
- Bruce Foxton - Bajo y coros.
- Rick Buckler - Batería.

- Datos: Q654045